# Roman Kerschbaum
Roman Kerschbaum (* 19. Jänner 1994 in Neunkirchen) ist ein österreichischer Fußballspieler.

## Karriere
Kerschbaum begann seine Karriere in Willendorf beim SV Willendorf. Nach Stationen in seiner Geburtsstadt beim SC Neunkirchen, beim ASK Kottingbrunn und in der AKA St. Pölten wechselte er 2012 nach Deutschland in die Regionalligamannschaft des 1. FC Nürnberg II. Sein Debüt gab er im Spiel gegen den SC Eltersdorf. Im Jänner 2015 wechselte er wieder nach Österreich zum SV Grödig. Sein Debüt gab er am 24. Spieltag im Spiel gegen die SV Ried.
Nachdem sich Grödig aus dem Profifußball zurückgezogen hatte, wechselte er im Sommer 2016 zum Zweitligisten FC Wacker Innsbruck, wo er einen bis Juni 2018 gültigen Vertrag erhielt. Mit Innsbruck stieg er 2018 in die Bundesliga auf.
Nach dem Wiederabstieg mit Wacker wechselte er zur Saison 2019/20 zum Bundesligisten FC Admira Wacker Mödling. Insgesamt kam er für die Admira zu 84 Bundesligaeinsätzen, in denen er 18 Tore erzielte. Mit der Admira stieg er am Ende der Saison 2021/22 allerdings aus der Bundesliga ab. Bereits vor dem Abstieg hatte Kerschbaum im März 2022 nach dem nahenden Vertragsende in der Südstadt für die Saison 2022/23 beim SK Rapid Wien einen bis Juni 2025 laufenden Vertrag unterschrieben. Für Rapid kam er zu 58 Bundesligaeinsätzen. Nach seinem Vertragsende verließ er Rapid nach der Saison 2024/25.